# Ferrovia Lugano-Cadro-Dino
La ferrovia Lugano-Cadro-Dino (LCD), talvolta citata come tranvia, era una breve linea ferroviaria a scartamento metrico, che collegava la città di Lugano con i piccoli centri montani posti sul versante orientale della valle del Cassarate.
Fu in esercizio dal 1911 al 1970.

## Storia
In seguito alla costruzione della ferrovia Lugano–Tesserete, che serviva il versante occidentale della valle del Cassarate, anche i paesi del versante orientale si attivarono per essere collegati a Lugano da una linea ferroviaria.
La Società per la Ferrovia Elettrica Lugano-Cadro-Dino (Sonvico), in sigla LCD, costituita il 29 dicembre 1908, iniziò pertanto i lavori di costruzione della linea, che venne attivata il 2 gennaio 1911 per la tratta urbana di Lugano dalle caratteristiche tranviarie, e il successivo 27 giugno per la tratta extraurbana, più specificamente ferroviaria.
La linea fu interessata sin dall'inizio da un intenso traffico vicinale e turistico, a cui si sommava l'intensissimo traffico nella tratta urbana, effettuato con mezzi tranviari.
I problemi per la linea iniziarono negli anni sessanta, quando l'aumento del traffico automobilistico rese difficile la convivenza dei treni sulla sede stradale. Pertanto, dal 1º gennaio 1965 fu soppresso il servizio urbano di Lugano, sostituito da un'autolinea dell'azienda dei trasporti municipale, precipitando la LCD in una grave crisi a causa della riduzione degli introiti (i viaggiatori passarono da 1.064.807 nel 1964 a 475.164 l'anno successivo). La tratta urbana continuò comunque ad essere percorsa dai treni extraurbani.
Dal 27 settembre 1967, a causa dei problemi viabilistici, il capolinea luganese fu arretrato in piazza Indipendenza, abbandonando la stazione sul lungolago, che fino ad allora aveva consentito un comodo interscambio con la navigazione lacuale, apprezzato soprattutto dai turisti.
Il 7 giugno 1969 la LCD fu assorbita dalla LT, che eserciva la ferrovia Lugano–Tesserete da poco sospesa; la LT, che mutò ragione sociale nel 1971 in Autolinee Regionali Luganesi (ARL), decise la chiusura della ferrovia e la sua sostituzione con un'autolinea.
Le ultime corse ferroviarie furono effettuate il 30 maggio 1970.

## Caratteristiche
La linea, a scartamento metrico, era lunga 7,834 km, di cui i primi due in sede stradale e il resto in sede propria. La linea era elettrificata a corrente continua alla tensione di 1.000 V; la pendenza massima era del 40 per mille.

### Percorso
| Pier | Unknown route-map component "exKBHFa" |  |

| Unknown route-map component "exBHF" |

| Unknown route-map component "exHST" |

| Unknown route-map component "exBHF" |

| Unknown route-map component "exHST" |

| Unknown route-map component "exDST" |

| Unknown route-map component "exBHF" |

| Unknown route-map component "exHST" |

| Unknown route-map component "exBHF" |

| Unknown route-map component "exHST" |

| Unknown route-map component "exHST" |

| Unknown route-map component "exHST" |

| Unknown route-map component "exHST" |

| Unknown route-map component "exHST" |

| Unknown route-map component "exHST" |

| Unknown route-map component "exKBHFe" |

La linea aveva inizio sul lungolago di Lugano, di fronte al debarcadero centrale, quindi percorreva in sede stradale riva Albertolli, corso Elvezia, via Madonnetta e via La Santa, raggiungendo l'omonima stazione nel quartiere di Viganello, dove era posta la rimessa delle vetture.
Da qui iniziava la tratta ferroviaria, che guadagnava quota con due stretti tornanti, seguendo poi a breve distanza la strada cantonale, a mezza costa sul fianco della valle.

## Materiale rotabile
All'apertura la LCD possedeva quattro motrici a due assi, due rimorchiate (di cui una "giardiniera") e di un carro merci aperto (utilizzato talvolta per il trasporto dei passeggeri). Tra il 1943 e il 1948 le motrici della dotazione originaria vennero modificate con l'installazione di un truck a tre assi orientabili e del comando multiplo, di cui venne dotata anche la motrice Be 4/4 9, acquistata nuova nel 1955.

### Elettromotrici
| Tipo                | Numerazione | Costruzione | Perv. LCD | Origine                   | Radiazione | Note                                                                 | Immagine |
| ------------------- | ----------- | ----------- | --------- | ------------------------- | ---------- | -------------------------------------------------------------------- | -------- |
| CFe 2/2 poi BDe 2/3 | 1–4         | 1911        | -         | -                         | ?          | Trasformate tra il 1943 e il 1948 con telaio SLM ad assi orientabili |          |
| Ce 2/2 poi Be 2/2   | 5           | 1896        | 1913      | Rete tranviaria di Lugano | 1951       | Demolita nel 1953                                                    |          |
| Ce 2/2 poi Be 2/2   | 6–8         | 1910        | 1951-53   | Chiasso-Mendrisio         | 1968       | Fuori servizio dal 1965-68                                           |          |
| Be 4/4              | 9           | 1955        | -         | -                         | ?          | Ceduta alla MOB                                                      |          |
| Be 4/4              | 10          | 1937        | 1940      | BMB                       | ?          |                                                                      |          |

### Rimorchiate
| Tipo      | Numerazione | Costruzione | Perv. LCD | Origine           | Radiazione | Note                                                                         | Immagine |
| --------- | ----------- | ----------- | --------- | ----------------- | ---------- | ---------------------------------------------------------------------------- | -------- |
| C2 poi B2 | 11          | 1911        | -         | -                 | ?          | con lucernario                                                               |          |
| C2 poi B2 | 12          | 1910        | 1953      | Chiasso-Mendrisio | 1963       |                                                                              |          |
| C2 poi B2 | 21          | 1911        | -         | -                 |            | Giardiniera, conservata alla Blonay-Chamby                                   |          |
| C2 poi B2 | 31          | 1889        | 1930      | RhB               | ?          | Nuova cassa nel 1951                                                         |          |
| C poi B   | 41          | 1945        | -         | -                 | ?          | Identica alle rimorchiate B 211-212 della ferrovia Vevey-Blonay-Les Pléiades |          |
| C poi B   | 42          | 1946        | -         | -                 | ?          | Costruita con pezzi provenienti da tram della rete di Lucerna                |          |
| L         | 51          | 1911        | -         | -                 | ?          | Carro merci aperto                                                           |          |